# Torre Santa Susanna
Torre Santa Susanna ist eine italienische Gemeinde in der Provinz Brindisi, Region Apulien.

## Geografie
Der Ort hat 10.056 Einwohner (Stand 31. Dezember 2024) und zählt 3.659 Privathaushalte. Zwischen 1991 und 2001 fiel die Einwohnerzahl von 11.137 auf 10.614. Dies entspricht einem Rückgang um 4,7 %.
Die Nachbarorte von Torre Santa Susanna sind Erchie, Mesagne, Oria und San Pancrazio Salentino.

## Verkehr
An der Bahnstrecke Martina Franca–Lecce liegt der Haltepunkt Erchie Torre S. Susanna.